# Szulfanil-amid
A szulfanil-amid („fehér szulfamid”) egyes hüvelyi fertőzések, elsősorban Candida albicans elleni antibiotikum. A dihidropteroát-szintáz(en) enzim gátlásával akadályozza, hogy a mikroorganizmums dihidrofolsavat(en) állítson elő, mely létfontosságú a szaporodásához.
A prontozil hatóanyaga. A prontozil volt az első szulfonamid típusú antibiotikum.

## Mellékhatások, ellenjavallatok
A szulfanil-amid ellenjavallt
- vizelési nehézségek
- terhesség
- folsavhiány okozta vérszegénység

esetén.
A szulfanil-amid kiválasztódik az anyatejbe, ezért szoptatás alatt kerülendő az alkalmazása.
Nem ismert, hogy terhesség esetén károsítja-e a magzatot, az viszont igen, hogy átjut a méhlepényen. Patkány- és egérkísérletekben szájon át, az emberi adag 7–25-szörösét adva tapasztaltak teratogén hatást.
Cukorbetegeknél a szulfanil-amid befolyásolhatja a vércukorszintet, gyakoribb cukormérés szükséges.

## Alkalmazás
Szájon át vagy helyileg, krém vagy kúp formájában.
Az alkalmazás előtt az orvos hüvelyöblítést írhat elő, melyet a használat során kerülni kell. Ugyancsak kerülendő a tampon használata.
A kezelést – a többi antibiotikumhoz hasonlóan – az orvos által előírt időpontig (krém esetén általában 30 napig) folytatni kell akkor is, ha a fertőzés tünetei megszűntek, hogy a
baktériumok teljesen elpusztuljanak.

## Fizikai/kémiai tulajdonságok
Fehér, szagtalan, kissé keserű, édes utóízű kristályos anyag. Rosszul oldódik vízben, alkoholban, acetonban, glicerinben, propilén-glikolban, sósav, kálium- és nátrium-hidroxid vizes oldatában. Gyakorlatilag oldhatatlan
kloroformban, éterben, benzolban, benzinben.
LD50-értéke szájon át 3900 mg/tskg patkány. 3000 mg/tskg egér esetén.

## Készítmények
Nagyon sok készítmény része önállóan vagy kombinációban.
Magyarországon nincs forgalomban.